# Манаков дом
Манаков дом — историческое здание, расположенное в районе Савамала на пересечении улиц Королевича Марко и Гаврила Принципа в Белграде. Здание является памятником культуры. Имеет статус культурного достояния особого значения на основании решения, опубликованного в «Служебном гласнике СРС» No.14/79.

## История
В начале XIX века только в Савамале и ещё одном белградском предместье, Палилуле, большинство населения составляли сербы. Этот район включал улицы Краљевића Марка, Зелени венац, Босанска (ныне Гаврила Принципа) и Абаджийска (ныне Народного фронта). Когда в первой половине XIX века князь Милош Обренович получил в подарок от турецкого паши прибрежную территорию возле реки Савы, эта была местность с малочисленными бедняцкими лачугами, хижинами рыбаков и даже цыганскими шатрами. Князь Милош горел желанием сделать из Белграда современный город. Обустройство этой территории также входило в его планы.
Тодор Стефанович Виловски так описывает первую попытку застройки этой сербской части городского посада (1834—1836):
«Работы по прокладке улиц и строительству государственных зданий шли вяло, растянувшись с 1834 до 1838 гг., а кое-где даже до 1842 г. Кажется, князь Милош не спешил приглашать архитекторов из Вены, как предлагал ему Фельбер, а решил обойтись силами мастеров из старой Сербии, среди которых были опытные строители, хотя им не хватало инженерных и архитектурных знаний.
Застройка нового городского участка, разумеется, шла не совсем так, как задумал князь Милош и его приближенные. Земельные участки, купленные частными лицами, застраивались по усмотрению хозяев. Трассы новых улиц обязаны скорее характеру рельефа местности или здоровому инстинкту потребностей хозяйской семьи, нежели какому-то четкому конкретному плану.
Так возникла Савамала, пустовавшая до сих пор территория, которая постепенно стала превращаться в центр национальной политической и экономической жизни сербского Белграда, которому судьба повелела стать силой, которая впоследствии вытеснит турок из Белграда.»
Манаков дом был построен до того, как начались работы по прокладке улиц и застройке территории новой сербской Савамалы. Князь Милош распорядился не сносить дом, во время расчистки и благоустройства территории. Точная дата постройки дома не известна. Предполагается, что он построен в одно время с Конаком (дворцом) княгини Любицы и домом, в котором находится кафе.
Существует несколько преданий, связанных с этим домом. По одному из них, в нём размещался татар (почта) князя Милоша Обреновича. В то время ещё не было регулярной почтовой связи. Почту доставляли татари (гонцы), которые по пути останавливались в определённых местах, чтобы поменять лошадей, перекусить и отдохнуть. Одним из таких мест и был Манаков дом, стоявший на дороге, по которой перевозилась служебная почта и государственные документы.
С этим домом связана и ещё одна легенда. Там, якобы, был гарем турецкого аги. Но сейчас доподлинно известно только то, что дом купил грек Манойло Манак в семидесятые годы XIX века. На первом этаже он открыл пекарню и кафану (кофейню), а второй этаж был жилым. Дом стали называть Манаковым по имени родственника хозяина Манака Михаиловича.
Старые белградцы помнят этот дом как кафану. На самой старой фотографии, которая хранится в Музее Белграда, видна вывеска на доме с именем её владельца Арсы Петровича. Перед домом прямо на мощеном булыжником тротуаре поставлены столы. Кроме фотографов Манаков дом запечатлели архитектор Штаудингер и художник-график Лука Младенович.

## Архитектура
Особенности конструкции Манакова дома, который остался стоять на старой трассе, дают возможность увидеть и узнать, как строился и развивался Белград того времени. Методы строительства были приспособлены к наклонному рельефу участка и условиям повседневной жизни того времени. Стены дома построены методом бондрук с двойным деревянным каркасом, заполненным необожженным кирпичом. Крыша из черепицы. Расположение внутренних помещений определялось унаследованной трассой и откосом участка. По структуре дом двухэтажный и состоит из подвала, первого этажа, антресолей и второго этажа.
В середине 50-х годов XX века здание пришло в такой упадок, что могло просто развалиться. Но этого не произошло, благодаря реставрации и консервации, осуществленной Институтом охраны памятников культуры Белграда с 1964 по 1968 гг. Руководил проектом реконструкции архитектор Зоран Яковлевич. Был укреплен фундамент, заменен деревянный каркас, но при этом расположение комнат и их размеры остались прежними. Сохранены и детали интерьера — деревянные потолочные перекрытия, дымоход, лестница. Балкон полностью реконструирован по аналогии с балконами сохранившихся домов примерно того же времени и похожей архитектуры в Белграде, Гроцкой и Сопоте.
Одной из целей реконструкции было создание условий для размещения в доме этнографической коллекции Христифора Црниловича (1886—1963), художника и этнолога, одного из редких собирателей фольклорных артефактов. Его коллекция настолько обширна и ценна, что её хватило бы на отдельный музей народного творчества.
Коллекция Христифора Црниловича была подарена Белграду, а реконструированный Манаков дом передан Этнографическому музею и сегодня в нём размещена эта коллекция.
В наши дни здесь работают мастерские и лекторий, где желающие могут научиться традиционным народным ремеслам — ткачеству на ручном станке, гончарному делу, классическим графическим техникам. На первом этаже дома находится сувенирная лавка. Манаков дом — это архитектурный памятник и одновременно своеобразный культурный центр, где проводятся выставки и лекции и где можно почувствовать дух старого Белграда. Не только письменные исторические источники, но и Манаков дом на Савском спуске дает нам возможность понять и оценить домостроительное искусство, быт и экономику того времени, точнее — преемственность разных архитектурных стилей в Белграде XIX века.